# 246238 Crampton
246238 Crampton è un asteroide della fascia principale. Scoperto nel 2007, presenta un'orbita caratterizzata da un semiasse maggiore pari a 3,1580048 UA e da un'eccentricità di 0,0438056, inclinata di 13,99382° rispetto all'eclittica.